# Гандантегченлин
Гандантегченлин (на монголски: Гандантэгчэнлин) е будистки манастир в Улан Батор, столицата на Монголия.

## История
Манастирът е основан през 1835 година от петия джебдзундамба (духовния водач на монголските будисти). Превръща се в основен център на будизма в страната. През 1930-те години избягва масовите разрушения на манастири от комунистическия режим, но през 1938 година е затворен. Работата му е възстановена през 1944 година, но с ограничен персонал. През 1990-те години манастирът е възстановен и реставриран. Днес е обитаван от около 150 монаси.

## Статуя
Сред главните забележителности на манастира е висока 26,5 метра статуя на будисткия бодхисатва Авалокитешвара. Тя е изградена през 1996 година и е покрита със златно фолио и 2286 скъпоценни камъка. В началото на 20 век на нейното място се е намирала статуя на Богд хан, обявил се за владетел на Монголия след отделянето от Китай през 1911 година, но този паметник е унищожен от съветските войски през 1938 година.